# Dél-amerikai U17-es labdarúgó-bajnokság
A Dél-Amerikai U17-es labdarúgó-bajnokság (spanyolul:Campeonato Sudamericano de Fútbol Sub-17) egy labdarúgó versenysorozat, amit 2 évente rendeznek Dél-Amerika U17-es válogatottjai számára. A torna selejtezőül is szolgál az éppen aktuális U17-es labdarúgó-világbajnokságra.

## Eredmények
| 1985 részletek | Argentína | Argentína | –                      | Brazília  | Ecuador   | –          | Chile     |
| 1986 részletek | Peru      | Bolívia   | –                      | Brazília  | Ecuador   | –          | Argentína |
| 1988 részletek | Ecuador   | Brazília  | –                      | Argentína | Kolumbia  | –          | Paraguay  |
| 1991 részletek | Paraguay  | Brazília  | –                      | Uruguay   | Argentína | –          | Chile     |
| 1993 részletek | Kolumbia  | Kolumbia  | –                      | Chile     | Argentína | –          | Brazília  |
| 1995 részletek | Peru      | Brazília  | –                      | Argentína | Uruguay   | –          | Chile     |
| 1997 részletek | Paraguay  | Brazília  | Csoportkör             | Argentína | Chile     | Csoportkör | Paraguay  |
| 1999 részletek | Uruguay   | Brazília  | 5 – 0                  | Paraguay  | Uruguay   | 4 – 2      | Argentína |
| 2001 részletek | Peru      | Brazília  | Csoportkör             | Argentína | Paraguay  | Csoportkör | Venezuela |
| 2003 részletek | Bolívia   | Argentína | Csoportkör             | Brazília  | Kolumbia  | Csoportkör | Uruguay   |
| 2005 részletek | Venezuela | Brazília  | Csoportkör             | Uruguay   | Ecuador   | Csoportkör | Kolumbia  |
| 2007 részletek | Ecuador   | Brazília  | Csoportkör             | Kolumbia  | Argentína | Csoportkör | Peru      |
| 2009 részletek | Chile     | Brazília  | 2 – 2 (h.u.) ti: 6 – 5 | Argentína | Uruguay   | Csoportkör | Kolumbia  |
| 2011 részletek | Ecuador   | Brazília  | Csoportkör             | Uruguay   | Argentína | Csoportkör | Ecuador   |
| 2013 részletek | Argentína | Argentína | Csoportkör             | Venezuela | Brazília  | Csoportkör | Uruguay   |
| 2015 részletek | Paraguay  | Brazília  | Csoportkör             | Argentína | Ecuador   | Csoportkör | Paraguay  |
| 2017 részletek | Chile     | Brazília  | Csoportkör             | Chile     | Paraguay  | Csoportkör | Kolumbia  |
| 2019 részletek | Peru      | Argentína | Csoportkör             | Chile     | Paraguay  | Csoportkör | Ecuador   |
| 2023 részletek | Ecuador   | Brazília  | Csoportkör             | Ecuador   | Argentína | Csoportkör | Venezuela |
| 2025 részletek | Kolumbia  | Brazília  | 1 – 1 (h.u.) ti: 4 – 1 | Kolumbia  | Venezuela | 3 – 0      | Chile     |

- h.u. – hosszabbítás után
- ti – a mérkőzés 11-esekkel dőlt el.

## Eddigi győztesek
| 14 győzelem | Brazília  | 1988, 1991, 1995, 1997, 1999, 2001, 2005, 2007, 2009, 2011, 2015, 2017, 2023, 2025 |
| 4 győzelem  | Argentína | 1985, 2003, 2013, 2019                                                             |
| 1 győzelem  | Kolumbia  | 1993                                                                               |
| 1 győzelem  | Bolívia   | 1986                                                                               |

## Pontverseny
| Csapat | Csapat    | P   | M   | Gy | D  | V  | RG  | KG  | +/-  |
| ------ | --------- | --- | --- | -- | -- | -- | --- | --- | ---- |
| 1      | Brazília  | 286 | 127 | 86 | 27 | 14 | 318 | 111 | +207 |
| 2      | Argentína | 218 | 118 | 63 | 29 | 26 | 221 | 116 | +105 |
| 3      | Uruguay   | 171 | 103 | 50 | 21 | 32 | 188 | 118 | +70  |
| 4      | Kolumbia  | 157 | 107 | 42 | 31 | 34 | 149 | 129 | +20  |
| 5      | Paraguay  | 130 | 95  | 36 | 22 | 37 | 150 | 155 | -5   |
| 6      | Ecuador   | 115 | 97  | 31 | 22 | 44 | 132 | 156 | -24  |
| 7      | Chile     | 98  | 89  | 25 | 23 | 41 | 123 | 150 | -27  |
| 8      | Peru      | 66  | 81  | 17 | 15 | 49 | 89  | 159 | -70  |
| 9      | Venezuela | 61  | 87  | 14 | 19 | 54 | 79  | 208 | -129 |
| 10     | Bolívia   | 60  | 78  | 16 | 12 | 50 | 78  | 215 | -137 |

## Legjobb játékosok
2005:  Brazília→ Kerlon

2007:  Peru→ Reimond Manco